# Campionato maltese maschile di pallanuoto
Il campionato maltese maschile di pallanuoto è l'insieme dei tornei pallanuotistici maschili nazionali per club organizzati dalla Aquatic Sports Association of Malta.
Si disputano due tornei principali, uno estivo ed uno invernale. Il club più titolato è lo Sliema Aquatic Sports Club, vincitore complessivamente di 37 campionati nazionali.

## Championships
Il campionato nazionale principale, denominato Championships, si svolge annualmente nei mesi estivi e viene disputato in due fasi. Le squadre partecipanti affrontano un turno preliminare divise in gironi; le prime classificate del turno vengono ammesse alla Premier Division, in cui si assegna il titolo nazionale, mentre le altre disputano la Division I. Le due divisioni disputano una fase regalore in girone unico seguita dai play-off.
Premier Division 2012:
-  Exiles
-  Neptunes
-  San Giljan
-  Sirens
-  Sliema

Division I 2011:
-  Marsaxlokk
-  Otters
-  Ta'Xbiex
-  Valletta

### Knock-outs
I Knock-outs sono un trofeo considerato parte integrante del Championship. Ne viene assegnato uno per ogni divisione tramite gare ad eliminazione diretta.
Albo d'oro KO Div.I:
- 1934:  Neptunes
- 1935:  Sliema "A"
- 1936-37: non disputato
- 1938:  Sliema "A"
- 1939-46: non disputato
- 1947:  Neptunes
- 1948:  Valletta
- 1949:  Neptunes
- 1950-51:  Valletta
- 1952:  Balluta
- 1953-54:  Sliema
- 1955-56:  Valletta
- 1957-58:  Sliema
- 1959:  Balluta
- 1960:  Sliema
- 1961:  Balluta
- 1962:  Sirens
- 1963:  Balluta
- 1964:  Neptunes
- 1965:  Sliema
- 1966: non disputato
- 1967:  Neptunes
- 1968:  Balluta
- 1969-70:  Neptunes
- 1971:  Sliema
- 1972:  Neptunes
- 1973: non disputato
- 1974:  Sliema
- 1975:  Neptunes
- 1976-77:  Sliema
- 1978:  Neptunes
- 1979:  Sliema
- 1980-81:  Neptunes
- 1982:  Valletta
- 1983:  Neptunes
- 1984:  Sliema
- 1985:  Valletta
- 1986:  Sliema
- 1987-88:  Neptunes
- 1989:  Sirens
- 1990:  Neptunes
- 1991-92:  Sliema
- 1993:  San Giljan
- 1994:  Neptunes
- 1995:  San Giljan
- 1996-98:  Sliema
- 1999-01:  Sirens
- 2002:  Sliema
- 2003:  Neptunes
- 2004:  Sirens
- 2005:  Neptunes
- 2006:  Sirens
- 2007-10:  Sliema
- 2011:  Neptunes
- 2012:  Neptunes
- 2013:  Neptunes
- 2014:  Neptunes
- 2015:  San Giljan
- 2016:  San Giljan
- 2017:  San Giljan
- 2018:  San Giljan
- 2019:  Neptunes
- 2020:  San Giljan
- 2021:  San Giljan
- 2022:  San Giljan

## Winter League
La Winter League è il campionato invernale. La partecipanti sono inserite in un girone in cui si affrontano in gara singola, al termine del quale le prime quattro si qualificano per le semifinali.
Organico 2012:
-  Exiles
-  Marsaxlokk
-  Neptunes
-  San Giljan
-  Sirens
-  Sliema
-  Valletta
-  ASA Youth Selection (fuori classifica)

## Albi d'oro

### Championships
- 1925:  Sliema United
- 1926:  Valletta
- 1927-28: non disputato
- 1929:  Sliema United
- 1930-31: non disputato
- 1932:  Sliema United
- 1933:  Neptunes
- 1934:  Neptunes
- 1935:  Sliema United
- 1936: non disputato
- 1937:  Neptunes
- 1938:  Neptunes
- 1939:  Sliema
- 1940-44:  non disputato
- 1945:  Neptunes
- 1946:  Sliema
- 1947:  Sliema
- 1948:  Sliema
- 1949:  Neptunes
- 1950:  Valletta
- 1951:  Valletta
- 1952:  Balluta
- 1953:  Sliema
- 1954:  Sliema

- 1955:  Valletta
- 1956:  Valletta
- 1957:  Sliema
- 1958:  Balluta
- 1959:  Sirens
- 1960:  Sirens
- 1961:  Sirens
- 1962:  Sliema
- 1963:  Balluta
- 1964:  Neptunes
- 1965:  Balluta
- 1966:  Balluta
- 1967:  Sirens
- 1968:  Sliema
- 1969:  Neptunes
- 1970:  Valletta
- 1971:  Valletta
- 1972:  Neptunes
- 1973:  Valletta
- 1974:  Sliema
- 1975:  Sliema
- 1976:  Sliema
- 1977:  Neptunes
- 1978:  Sliema

- 1979:  Sliema
- 1980:  Valletta
- 1981:  Sliema
- 1982:  Sliema
- 1983:  Sliema
- 1984:  Neptunes
- 1985:  Valletta
- 1986:  Neptunes
- 1987:  Neptunes
- 1988:  Neptunes
- 1989:  Neptunes
- 1990:  Valletta
- 1991:  Sliema
- 1992:  San Giljan
- 1993:  Neptunes
- 1994:  San Giljan
- 1995:  San Giljan
- 1996:  Sliema
- 1997:  Marsaxlokk
- 1998:  Sliema
- 1999:  Sliema
- 2000:  Sirens
- 2001:  Sliema
- 2002:  Sliema

- 2003:  Sliema
- 2004:  Sliema
- 2005:  Sirens
- 2006:  Neptunes
- 2007:  Neptunes
- 2008:  Sliema
- 2009:  Sliema
- 2010:  Neptunes
- 2011:  Neptunes
- 2012:  Neptunes
- 2013:  Neptunes
- 2014:  Neptunes
- 2015:  San Giljan
- 2016:  Neptunes
- 2017:  San Giljan
- 2018:  Neptunes
- 2019:  Neptunes
- 2020:  San Giljan
- 2021:  Neptunes
- 2022:  San Giljan
- 2023:  San Giljan
- 2024:  Sliema

### Winter League
- 1994:  Neptunes
- 1995:  San Giljan
- 1996:  Sliema
- 1997:  Sirens
- 1998:  Sliema

- 1999:  Sliema
- 2000:  Neptunes
- 2001:  Sirens
- 2002:  Neptunes
- 2003:  Neptunes

- 2004:  Neptunes
- 2005: non disputato
- 2006:  Neptunes
- 2007:  Sirens
- 2008:  Neptunes

- 2009:  Neptunes
- 2010:  Sliema
- 2011:  Sliema
- 2012:  Sliema

## Vittorie per squadra
| Pos. | Squadra    | Chmp |
| ---- | ---------- | ---- |
| 1    | Sliema     | 32   |
| 2    | Neptunes   | 27   |
| 3    | San Giljan | 13   |
| 4    | Valletta   | 11   |
| 5    | Sirens     | 5    |
| 6    | Marsaxlokk | 1    |